# ジャステック
株式会社ジャステック（英: JASTEC Co., Ltd.）は、一括請負契約を基本とし、情報システムの企画立案から、要件定義、開発、構築、運用までを行うシステムインテグレーター（独立系）である。NTTデータの子会社。

## 概要
本社は東京都港区に所在する。
多くのIT会社が多様なサービスを展開する中、ソフトウェア開発を専業とする会社である。また、一括請負契約を原則とし、国内でも有数のプロジェクトへの数多くの参加実績を持つ。

## 沿革
- 1971年7月 - 株式会社ジャステックとして資本金350万円で設立。ソフトウェア開発業務を開始。
- 1982年3月 - 沼津営業所開設。
- 1985年11月 - 東京都港区高輪に本社移転。
- 1989年6月 - 株式を店頭売買有価証券として登録。
- 1990年11月 - 「システムインテグレーター企業」の認定取得。
- 1996年10月 - 「ISO9001」の認証取得。
- 1997年10月 - 福岡営業所開設。
- 1998年6月 - 大阪営業所開設。
- 1998年9月 - 「プライバシーマーク」使用の認証を取得。
- 2000年6月 - 東京証券取引所市場第二部上場。
- 2003年5月 - 東京証券取引所市場第一部上場。
- 2003年10月 -全社を対象としたCMMIレベル5を達成。
- 2004年4月 - 米国子会社（JASTEC International, Inc.)を設立。
- 2004年6月 - 仙台営業所開設。
- 2004年10月 - 名古屋営業所開設
- 2005年1月 - 「ISO14001」の認証取得。
- 2005年3月 - 米国子会社 JASTEC International, Inc.にて、LTU Technologies S.A.S.（本社：仏国Paris）の全株式を取得。
- 2006年3月 - 情報セキュリティマネジメントシステム（ISO/IEC27001）の認証を取得。
- 2008年11月 - 日本で初めてCMMI Ver.1.2でレベル5を達成。
- 2024年5月 - NTTデータが株式公開買付けにより86.55%の株式を取得し、親会社となる[2]。
- 2024年9月 - 東京証券取引所プライム市場上場廃止。株式併合によりNTTデータの完全子会社となる[1]。

## 認定・認証など
- 経済産業省システムインテグレーター
- ISO9001（JQA-1403）
- ISO14001（JQA-EM4485）
- プライバシーマー ク（11820012）
- CMMI ver1.3成熟度レベル5達成（2012年5月）
- ISO/IEC27001（JQA-IM0325）

## 事業所
国内
| 事業所名     | 住所                              |
| ------------ | --------------------------------- |
| 本社         | 東京都港区高輪3-5-23              |
| 戸越分室     | 東京都品川区戸越1-7-1             |
| 東五反田分室 | 東京都品川区東五反田2-7-18        |
| 仙台営業所   | 宮城県仙台市青葉区国分町3丁目1-11 |
| 沼津営業所   | 静岡県沼津市大手町3-8-23          |
| 名古屋営業所 | 愛知県名古屋市東区東桜2-13-30     |
| 大阪営業所   | 大阪府大阪市淀川区宮原4-3-39      |
| 広島営業所   | 広島県広島市南区稲荷町4-1         |
| 福岡営業所   | 福岡県福岡市早良区西新1-10-27     |